# 出羽海運右エ門
出羽海 運右衛門（でわのうみ うんえもん、宝暦9年（1759年） - 文化6年1月4日（1809年2月17日））は、出羽国田川郡国見村玉川（現・鶴岡市羽黒町玉川地区）出身の、大相撲力士。本名は叶野 金蔵、清水 運右衛門。前頭筆頭。年寄名は出羽ノ海。

## 人物
艫綱良助より勧められて入門し、最高位は前頭筆頭であった。庄内藩主酒井家から「出羽ノ海」の名が与えられ、初代・出羽ノ海となり、力士出身の歴代日本相撲協会理事長11人のうち6人を輩出（2019年現在）している相撲界随一の名門・出羽海一門の本家・出羽海部屋の開祖となった。
通算成績は、18場所38勝43敗19分3預11無39休である。

## 略歴
- 1759年、出羽国田川郡国見村玉川の農家に誕生する[1]。
- 17歳の時に艫綱部屋に入門し、玉川浪右衛門と名乗る[1]。
- 1777年、初土俵。
- 1786年、新入幕。出羽ノ海金蔵と名乗る[1]。西前頭3枚目、4勝2敗3分1休。
- 1789年、岡山藩主池田家に抱えられる[1]。
- 1791年3月、出羽ノ海運右衛門を名乗る[1]。
- 1792年4月、東前頭筆頭、3勝2敗2分2無1休。
- 1794年、庄内藩の抱え力士となる。
- 1799年、最終。東前頭6枚目、2勝4敗1休。
- 1809年、死去する。享年50
- 1958年11月 - 羽黒町玉川の玉川寺境内に「初代出羽海碑」が建立[1]。